# Coeloptychium
Coeloptychium è un genere di spugne estinte, appartenenti agli Hexactinellida. Visse tra il Cretaceo inferiore e il Cretaceo superiore (circa 112 - 66 milioni di anni fa) e i suoi resti fossili sono stati ritrovati in Europa.

## Descrizione
Questa spugna possedeva una caratteristica forma a fungo, con uno stelo e una sorta di ombrello. Quest'ultimo era di forma discoidale o imbutiforme. Dallo stelo si dipartivano pieghe radiali che si biforcavano nella superficie inferiore dell'ombrello, e che erano ricoperte da uno strato esterno lungo il bordo e la superficie superiore dell'ombrello. Erano presenti dei prosopori sulle pieghe radiali della parte inferiore dell'ombrello e degli apopori più piccoli sui solchi radiali del lato esterno. Lo scheletro era formato da triassoni con rafforzi diagonali nel punto d'incrocio. Lo strato esterno era intessuto da aghi a 6, 5 o 4 assi. 

## Classificazione
Il genere Coeloptychium è un membro degli Hexactinellida, uno dei principali gruppi di spugne attuali. All'interno di questo gruppo, Coeloptychium è classificato nell'ordine Lychniscosida ed è il genere eponimo della famiglia Coeloptychidae. Coeloptychium venne descritto per la prima volta da Goldfuss nel 1826 e la specie tipo è Coeloptychium agaricoides, i cui fossili sono particolarmente abbondanti nei terreni del Cretaceo superiore (Campaniano) in Germania. 

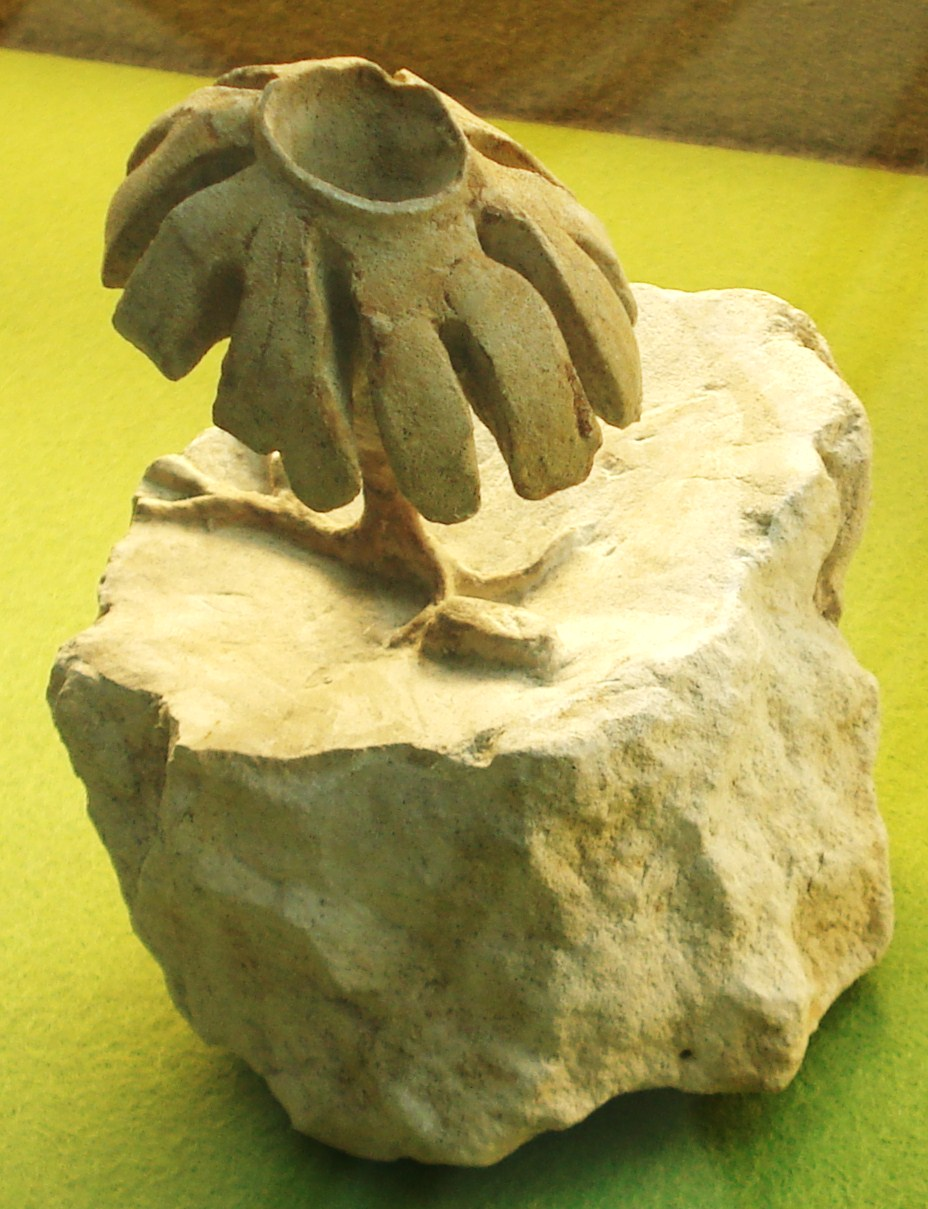
Fossile di Coeloptychium lobatum

Altre specie appartenenti al genere Coeloptychium sono C. deciminum, C. incisum, C. princeps, C. rude, C. seebachi, C. subagaricoides,, C. bodei e C. sulciferum, tutte del Cretaceo europeo. La specie C. lobatum, caratterizzata da un ombrello suddiviso in lobi, è ascritta a un sottogenere a sé stante, Lophoptychium.

## Paleoecologia
Coeloptychium era un abitatore dei fondali marini e delle scogliere, ed era un membro delle comunità dei reef del Cretaceo superiore europeo.